# Bataille de Péta
Vous lisez un « article de qualité » labellisé en 2010.
Guerre d'indépendance grecque
Batailles
- Patras
- Alamana
- Gravia
- Valtetsi
- Doliana
- Drăgășani
- Tripolizza
- Péta
- Chios
- Dervénakia
- Nauplie
- Karpénissi
- Guerres civiles (en)
- Psará
- Maniaki (en)
- Sphactérie
- Missolonghi
- Arachova
- Phalère
- Navarin

La bataille de Péta est une bataille de la guerre d'indépendance grecque qui se déroula le 16 juillet 1822 (4 juillet du calendrier julien) en Épire, à quelques kilomètres à l'est d'Arta, avec une première rencontre le 22 juin (10 juin julien). Elle opposa les troupes grecques et un bataillon de philhellènes commandés par Aléxandros Mavrokordátos, Markos Botzaris et Karl von Normann-Ehrenfels aux troupes ottomanes commandées par Omer Vryonis et Kioutachis.
Les troupes grecques étaient constituées de pallikares (combattants irréguliers) mais aussi d'une première tentative d'armée organisée et d'un bataillon d'une centaine de philhellènes qui encadraient aussi les troupes grecques (régulières et irrégulières). L'idée était, après la défaite d'Ali Pacha de Janina face aux troupes ottomanes, d'aller porter secours aux Souliotes contre lesquels elles s'étaient tournées et ainsi de les maintenir le plus longtemps possible loin du Péloponnèse. Cependant, Mavrokordátos ne disposa pas d'autant de troupes qu'il l'aurait souhaité. De plus, ses alliés sur place n'étaient pas sûrs.
En raison de l'infériorité numérique grecque, une tactique défensive fut décidée. Les troupes furent disposées sur des hauteurs entourant le village de Péta qui dominait la plaine à l'est d'Arta. Les philhellènes, les plus expérimentés, furent placés dans la position la plus exposée. L'utilisation de la tactique militaire ordonnée occidentale donna de bons résultats dans les deux premières heures du combat face aux charges désordonnées, et suicidaires, ottomanes. La position fut finalement tournée par l'arrière, donnant lieu à une controverse ensuite. Le bataillon philhellène céda le dernier. La défaite grecque fut totale, le bataillon philhellène et le régiment régulier grec furent massacrés. Ce type de bataille rangée fut déconsidéré face au klephtopolémos, le combat de type guérilla pratiqué par les irréguliers grecs.

## Contexte

### Guerre d'indépendance grecque

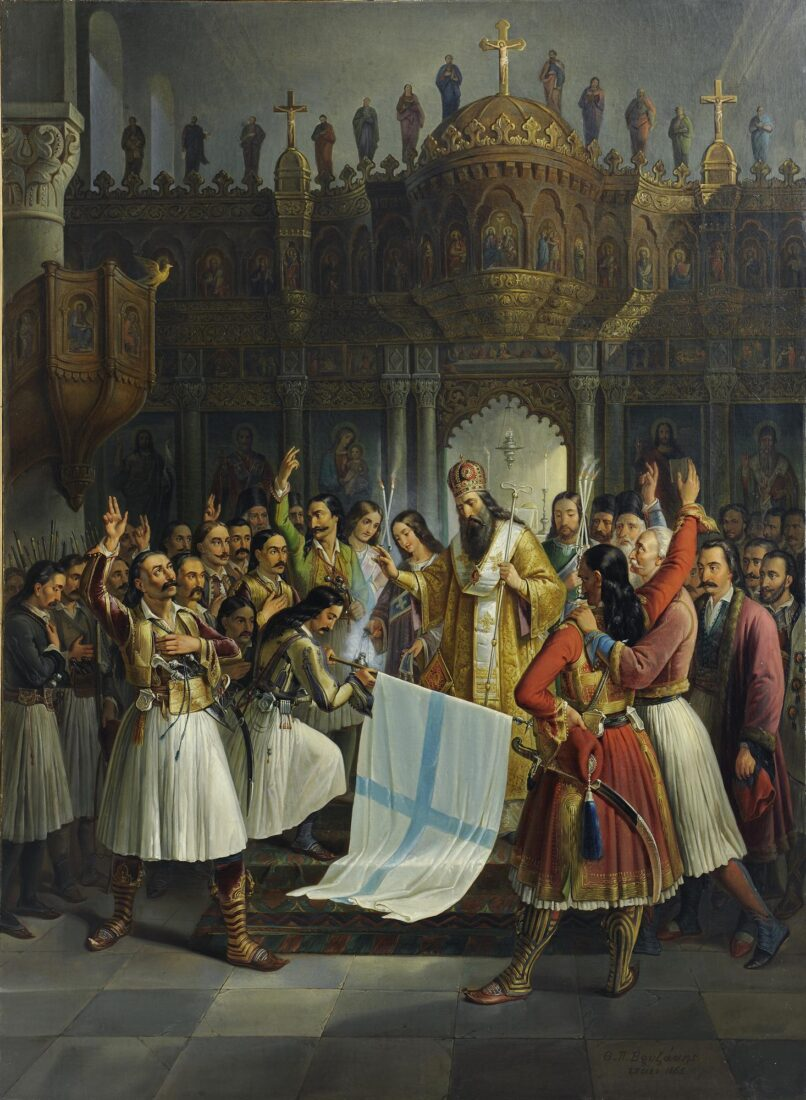
Le Serment à Aghia Lavra.
Ce tableau de Theodoros P. Vryzakis (1865) commémore le soulèvement du 25 mars 1821. huile sur toile, Pinacothèque nationale d'Athènes, Athènes.

La guerre d’indépendance grecque fut une guerre de libération contre l’occupation ottomane. Les affrontements principaux eurent lieu dans le Péloponnèse, autour d’Athènes et en Épire.
Ali Pacha de Janina, le gouverneur ottoman de la région de l'Épire, qui cherchait à assurer définitivement l’indépendance de ses possessions, s’était révolté contre le sultan Mahmoud II en 1820. La Porte (nom parfois donné au gouvernement de l’Empire ottoman) avait dû mobiliser toute une armée autour de Ioannina. Pour les patriotes grecs organisés dans la Filikí Etería et qui préparaient le soulèvement national depuis la fin du XVIIIe siècle, cette rébellion rendait le moment favorable. Il y avait potentiellement moins de soldats turcs disponibles pour réprimer leur soulèvement. L’insurrection fut déclenchée dans le Péloponnèse. Elle commença entre le 15 et le 20 mars 1821 sous la double impulsion de Theodoros Kolokotronis, un des chefs de l’insurrection, et de l’archevêque de Patras, Germanos, qui proclama la guerre de libération nationale le 25 mars. Au même moment, Alexandre Ypsilántis pénétrait en Moldavie et Valachie, second foyer prévu pour l'insurrection, à la tête d'une troupe composée de membres de la Philiki Etairia installés en Russie. L'Empire ottoman réduisit l'insurrection dans les provinces danubiennes en neuf mois.

### Rébellion d'Ali Pacha

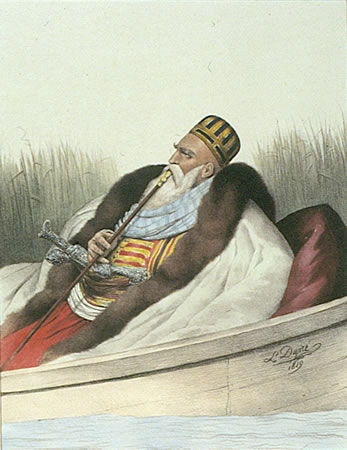
Ali Pacha de Janina d'après Louis Dupré (1825).

Ali Pacha était un potentat local d'origine albanaise né dans les années 1740. Il avait réussi à se tailler un domaine plus ou moins autonome au nord-ouest de l'Empire ottoman, autour de Berat, Delvino, Prévéza et Ioannina. De nombreux Grecs et étrangers étaient à son service, dont des armatoles comme Odysséas Androútsos. Il désirait se rendre totalement indépendant de la souveraineté du Sultan. Il se chercha alors des alliés pour rompre avec la Porte. Il se rapprocha donc de la Filikí Etería et espérait ainsi gagner l'amitié de la Russie, puisque l'Etería se disait soutenue par l'Empire tsariste. Sur le conseil de Germanos de Patras, celle-ci aurait par ailleurs décidé de se rapprocher du pacha de Janina.
La rupture entre Ali Pacha et la Porte eut lieu en mars 1820. Pour se gagner des alliés, il annonça alors qu'il se faisait le libérateur des Grecs et reçut en échange l'assurance du soutien de l'Etería. Le sultan envoya d'abord Ismaël Pacha, puis Khursit Pacha, le gouverneur du Péloponnèse, à la tête de milliers d'hommes pris dans les différentes provinces de l'Empire ottoman pour écraser son sujet rebelle. Cette mobilisation des troupes ottomanes en Épire servit aussi les vues de l'Etería : les autres provinces étaient découvertes ; les combats pour la libération pourraient y être plus faciles. Cependant, en janvier 1821, Ali Pacha, qui tentait un retour en grâce auprès du sultan dénonça la Filikí Etería et ses membres dans des lettres qu'il envoya à Constantinople. Cette trahison fut un des nombreux éléments qui informèrent la Porte de ce qui se tramait, obligeant l'Etería à accélérer le cours des événements. Malgré tout, les troupes ottomanes restèrent concentrées autour de Ioannina laissant le champ libre dans les autres provinces. L'armée de Khursit Pacha, le gouverneur du Péloponnèse, fit le siège de Ioannina, puis du palais d'Ali Pacha jusqu'en janvier 1822.

### Situation en Grèce occidentale début 1822

La Grèce centrale vers 1820.

La défaite des troupes d'Ali Pacha (Grecs et Albanais coalisés) à Arta en octobre 1821 suivie de la défection de ses vassaux albanais le placèrent dans une situation désespérée. Il finit par être tué en janvier 1822. Sa mort et la soumission des chefs albanais musulmans laissèrent les mains libres à Khursit Pacha pour se tourner contre les Souliotes, un peuple d'origine albanaise, installé au sud-ouest de Ioannina, très autonomiste et donc allié d'Ali Pacha et des Grecs insurgés. Khursit Pacha se tourna aussi contre les Grecs qui occupaient l'Étolie-Acarnanie depuis 1821. La principale voie de communication entre le sud de l'Épire (la plaine d'Arta) et l'Acarnanie, conduisant vers Missolonghi et le golfe de Corinthe, emprunte les passes montagneuses du massif du Makrinoros, pouvant cependant être contournées par voie maritime en passant par le golfe Ambracique. Les armatoles grecs qui occupaient les défilés avaient repoussé plusieurs tentatives de reconquête ottomane,. Le golfe Ambracique était aussi en partie contrôlé par les Grecs, grâce à l'ancienne flottille d'Ali Pacha dont le chef, le Corse Passano, avait rejoint les insurgés.

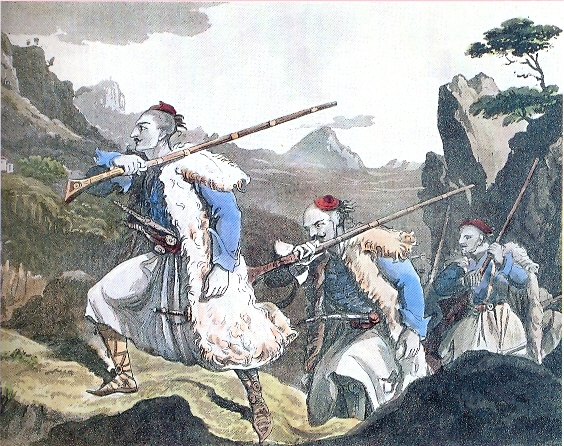
Guerriers souliotes.

Khursit Pacha ne passa pas immédiatement à l'offensive : en effet son harem et certains de ses officiers avaient été capturés lors de la chute de Tripolizza en octobre 1821, et des négociations étaient en cours pour les libérer. Le gouvernement grec demandait une forte rançon et la libération des otages grecs d'Ali tombés aux mains des Ottomans à la chute de Ioannina, dont une partie de la famille de Markos Botzaris. Les négociations aboutirent et le harem débarqua à Prévéza le 2 mai ; Khursit put alors reprendre les opérations, tandis que les Souliotes demandaient au gouvernement grec des secours. Une puissante armée ottomane se lança à l'assaut du Soúli fin mai, mais fut finalement repoussée le 13 juin. Khursit Pacha laissa alors le commandement des opérations en Épire à Omer Vryonis, et rejoignit la Thessalie où se rassemblait une nouvelle armée ottomane. Vryonis ne renouvela pas d'attaque frontale mais organisa le blocus du Soúli afin de le faire céder par la faim,.
Des troupes grecques, commandées par Aléxandros Mavrokordátos, furent donc organisées en mai et envoyées pour secourir les Souliotes et relancer la guerre d'indépendance en Épire.

## «Régiment Baleste» et bataillon philhellène

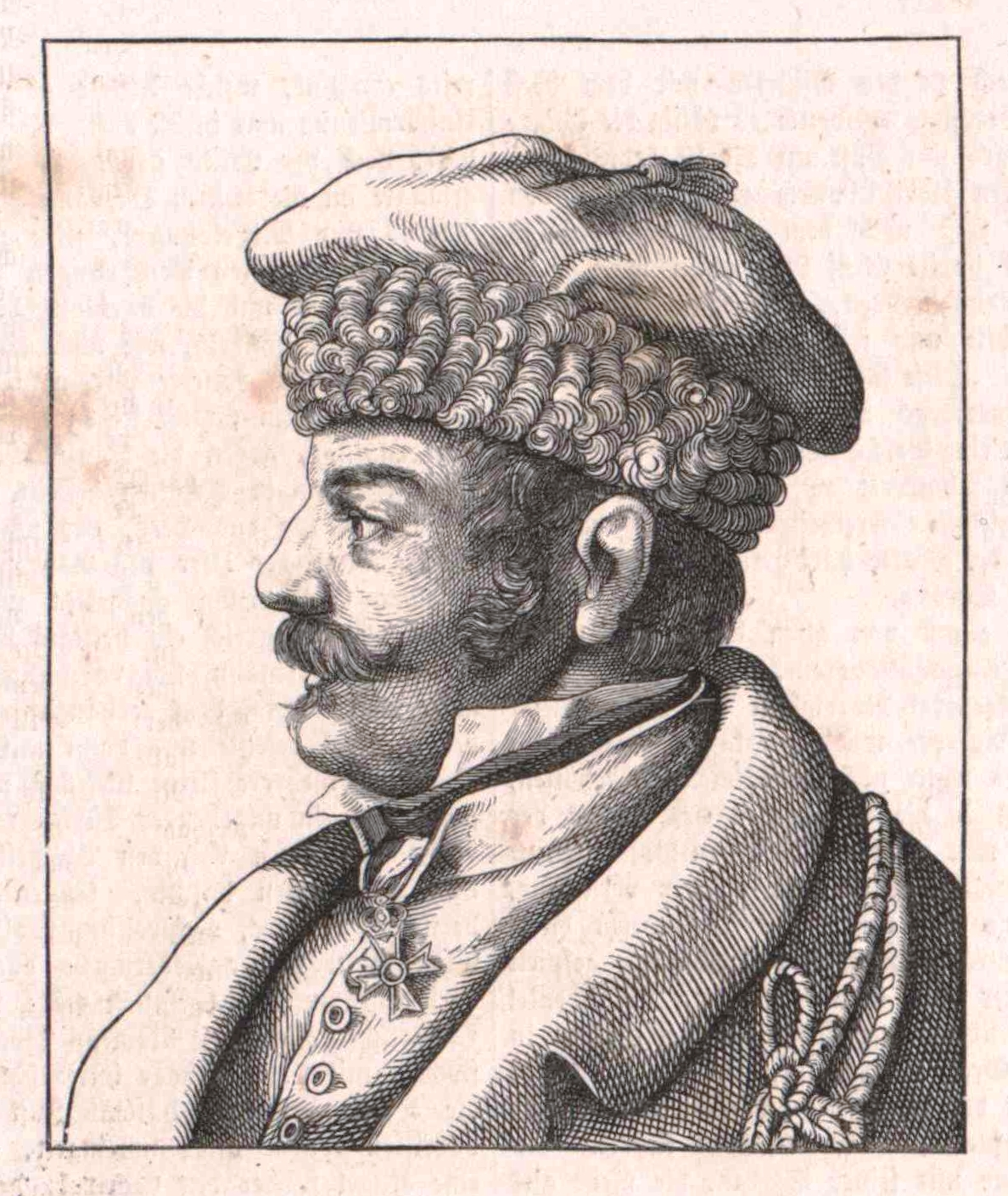
Karl von Normann-Ehrenfels.

L'enthousiasme romantique, la frustration vis-à-vis de la politique de la Sainte-Alliance et pour certains anciens militaires des guerres napoléoniennes le désœuvrement, avaient poussé un certain nombre de jeunes gens à venir aider la Grèce insurgée. Le principal port d'embarquement de ces premiers volontaires venus de France, de Suisse, des régions polonaises ou germaniques et de la péninsule italienne fut Marseille. En 1821-1822, avant que le gouvernement français de Louis XVIII ne l'interdît, onze navires partirent à destination de la Grèce, emportant autour de 360 philhellènes. Parmi eux, se trouvaient le colonel Baleste (el), un Corse, ancien des armées napoléoniennes, qui s'était installé en Crète. Il fut chargé par Dimítrios Ypsilántis d'organiser une armée grecque régulière. Le comte et général originaire du Wurtemberg, Karl von Normann-Ehrenfels qui avait combattu pour et contre la France lors des guerres napoléoniennes (et donc dont plus aucune armée ne voulait), embarqua de Marseille le 24 janvier 1822 sur La Vierge-du-Rosaire avec un petit contingent hétéroclite. Les anciens officiers italiens des armées napoléoniennes, Dania (né à Gênes puis naturalisé français) et Tarella, avaient quant à eux dû quitter la péninsule pour des raisons politiques,,.
À leur arrivée en Grèce, leur enthousiasme se refroidissait. Le mode de combat des insurgés grecs, le klephtopolémos, impliquait des petites troupes soudées autour d'un capitaine, souvent organisées autour d'un clan familial, dans des actions ponctuelles de guérilla. Un étranger ne pouvait y trouver sa place. Il fut alors décidé de créer un corps particulier pour les philhellènes. Ce corps serait lié au « régiment Baleste », l'armée régulière grecque, mais en resterait indépendant. Les plus hauts gradés occidentaux serviraient de liaison entre les deux corps auxquels ils fourniraient les officiers. En mai 1822, cette troupe était à Corinthe où était installé le pouvoir exécutif grec. Elle y reçut ses étendards.

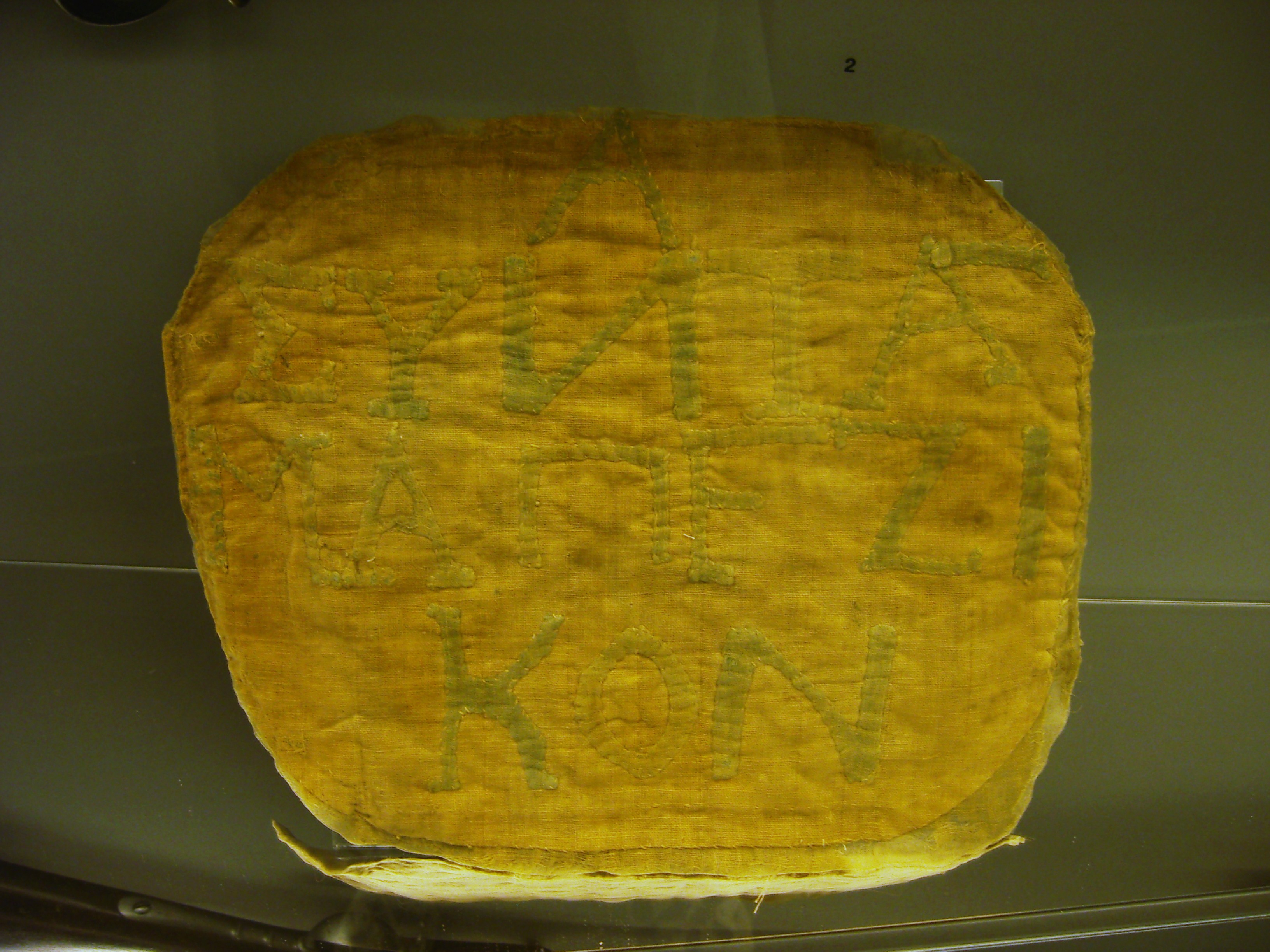
Fragment du drapeau du premier régiment d'infanterie (Α' ΣΥΝΤΑΓΜΑ ΠΕΖΙΚΟΝ).

Dès son arrivée en Grèce, à Kalamata, en mai 1821, le colonel Baleste entreprit de mettre sur pied une armée régulière grecque, ainsi que le lui avait demandé Dimítrios Ypsilántis avec qui il avait fait le voyage depuis Marseille. Après les guerres napoléoniennes où il avait gagné ses galons et son expérience, Baleste avait vécu en Crète où son père était installé comme marchand. Avec d'autres anciens officiers occidentaux, il organisa le « régiment Baleste » sur le modèle militaire français, avec un uniforme noir. Ce « régiment Baleste » eut un succès limité. Il attira peu de Grecs qui préféraient le système du klephtopolémos, moins rigide car organisé autour du clan familial et permettant d'envisager du butin plutôt qu'une solde. En fait, il n'était constitué que de volontaires grecs « étrangers », originaires d'Asie mineure, de Constantinople ou des îles Ioniennes (où ils avaient parfois servi dans les troupes françaises puis britanniques). Il n'y eut jamais plus de six cents soldats dans ce « régiment ». Son premier engagement fut l'attaque du fort Palamède de Nauplie en décembre 1821. L'échec de cet assaut fit naître des doutes dans les esprits des Grecs insurgés sur l'utilité réelle d'une armée régulière. Baleste quitta le régiment qui portait son nom pour aller se battre (et mourir) en Crète.

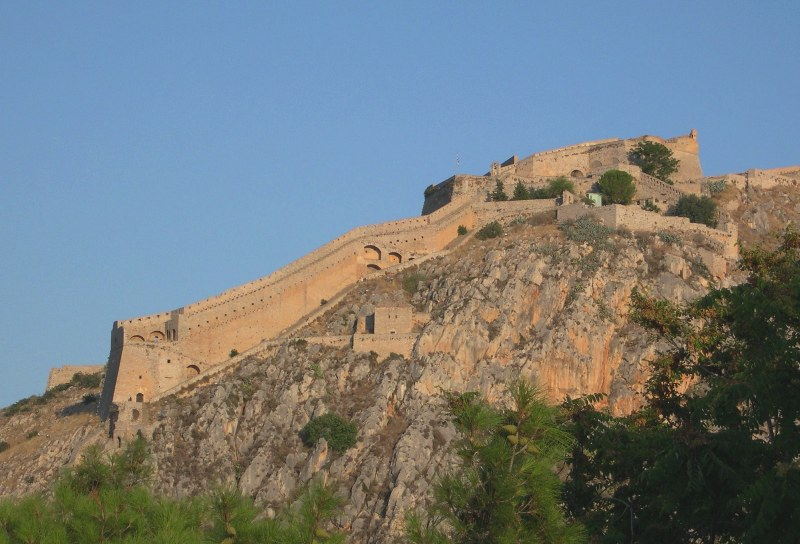
Vue du fort Palamède depuis Nauplie.

Le « régiment Baleste » fut réorganisé au printemps 1822, en deux bataillons de 300 hommes environ chacun. Il fut placé sous le commandement de Pietro Tarella, assisté de Gubernatis, un autre Italien, ancien officier de l'armée d'Ali Pacha. Le 24 mai 1822, les deux troupes régulières reçurent leurs drapeaux au cours d'une cérémonie organisée au pied de l'Acrocorinthe : « régiment Baleste » et bataillon philhellène furent donc liés. Le chef du pouvoir exécutif, Aléxandros Mavrokordátos, fut placé à la tête de l'ensemble avec Normann comme chef d'état-major. Dania commanda les cent vingt volontaires du bataillon philhellène, divisé en deux compagnies : l'une composée majoritairement d'Allemands et de Polonais commandés par un Polonais et l'autre de Français et d'Italiens surtout commandés par un Suisse. Cette armée disposait aussi de deux canons.
Aléxandros Mavrokordátos voulait une victoire des troupes régulières pour en prouver l'efficacité. Il espérait rassembler une armée d'environ 8 000 hommes afin d'empêcher la chute du Soúli, voire de prendre pied en Épire.
À Corinthe, la troupe régulière, environ sept-cents hommes, se réunit avec une troupe de combattants « irréguliers » qui étaient près du double. Ces hommes étaient des Souliotes commandés par Markos Botzaris, une compagnie d'habitants des îles Ioniennes commandés par Spyros Pannas, et plusieurs centaines de Péloponnésiens. L'armée rejoignit le camp des Grecs qui assiégeaient Patras sous le commandement de Kolokotrónis. Celui-ci devait fournir d'importants renforts. Au lieu des 2 000 hommes espérés, Mavrokordátos n'obtint que 500 ou 600 Maniotes commandés par Kyriakoulis Mavromichalis, et 250 Péloponnésiens commandés par un des fils de Kolokotrónis, Gennaios. Les troupes appareillèrent pour traverser le golfe de Corinthe le 2 juin.

## Bataille

### Approche grecque
La troupe débarqua le 3 juin à Missolonghi où elle bivouaqua une dizaine de jours, le temps de se ravitailler. Là, les troupes régulières poursuivirent leur entraînement. Il était très difficile de réussir à faire manœuvrer ensemble les philhellènes, issus de nombreuses traditions militaires différentes, voire concurrentes. Ainsi, une dispute entre deux philhellènes dégénéra en duel où un Allemand tua un Français.
Malgré la faiblesse de ses effectifs, Mavrokordátos détacha Mavromichalis et 500 Péloponnésiens (surtout des Maniotes), qui furent chargés d'aller soutenir les Souliotes en débarquant près de Parga. Le 13 juin, la petite armée grecque quitta Missolonghi pour gagner le sud-est d'Arta où elle voulait faire sa jonction avec les hommes des armatoles Georgios Varnakiótis, basé à Kombóti, et Gógos Bakólas, basé à Péta. Ce dernier, âgé de soixante-dix ans, était un chef de bande qui, alternativement, avait été klephte ou armatole. Au début de l'été 1822, il s'était rapproché des Ottomans qu'il avait combattus et défaits l'année précédente. Il prétextait qu'il jouait double jeu afin d'obtenir d'eux du ravitaillement avant de recommencer à les combattre. Par ailleurs, Botzaris et Bakólas étaient ennemis (Bakólas était soupçonné d'avoir tué le père de Botzaris sur ordre d'Ali Pacha). Il n'était alors pas considéré comme un allié sûr par les Grecs. L'armée grecque s'installa le 21 juin à Kombóti, où elle resta une dizaine de jours.

### Premières escarmouches

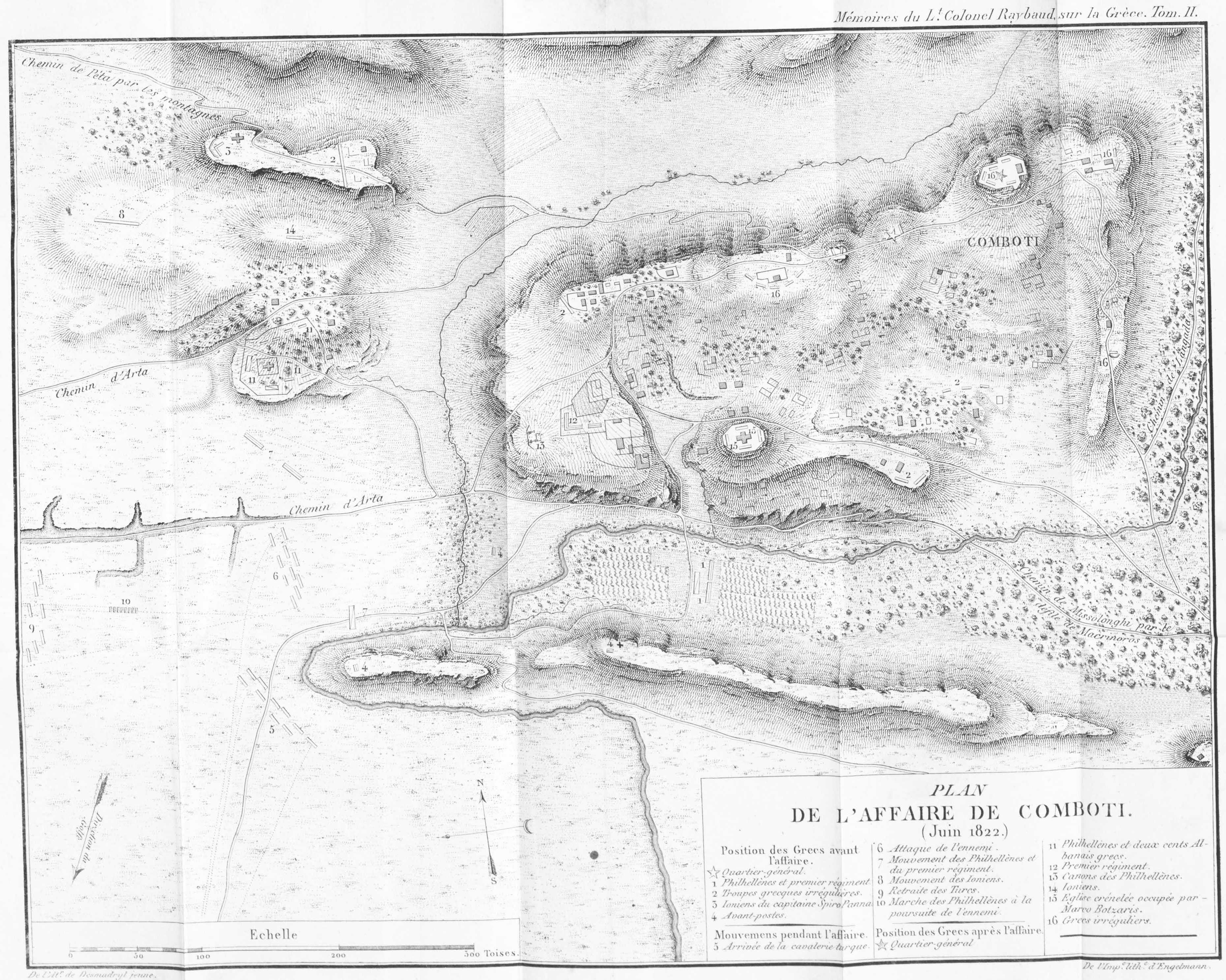
Plan de l'escarmouche de Komboti pour les

Le 22 juin (10 juin julien), une rencontre entre les troupes grecques (autour de 4 000 hommes) et un détachement de cavalerie ottomane (autour de 500 cavaliers), près de Komboti, se solda par une victoire grecque,.
Avec 2 000 hommes, Mavrokordátos ne pouvait pas espérer mener une attaque frontale contre les troupes ottomanes quatre fois plus nombreuses. Dans les jours qui suivirent, aucune action n'eut lieu, les Grecs étant trop faibles pour attaquer et les Ottomans ne renouvelant pas leur tentative, surestimant peut-être les forces grecques ou attendant le résultat de leurs négociations avec Bakolas.
La situation des Souliotes allant en empirant, Markos Botzaris décida de tenter de leur porter directement secours et quitta avec ses partisans le camp de Komboti le 3 juillet, accompagné des capétani Varnakiotis et Vlachopoulos et de leurs troupes, soit environ 800 hommes,, ce qui affaiblit encore l'armée grecque.

### Occupation de Péta
Mavrokordátos décida donc de s'installer sur une position défensive et de laisser les Ottomans attaquer. Il envoya la plus grande partie des troupes restantes à Péta, déjà occupée par Bakolas et ses hommes. La présence des troupes régulières devait aussi permettre de mieux surveiller les agissements de celui-ci. Le village, situé sur une petite colline qui domine la plaine d'Arta, était défendu à l'ouest par une petite crête, et dominé à l'est par une autre crête plus longue. En septembre 1821, 350 Grecs, dont Yánnis Makriyánnis, commandés par Gogos Bakólas, y avaient tenu tête à 9 000 soldats ottomans.
Le régiment régulier, les philhellènes et les Ioniens, s'installèrent donc le 4 juillet à Péta sous le commandement de Normann ; ils étaient soutenus par 800 ou 900 irréguliers. Une centaine d'hommes furent laissés à Komboti. Le général en chef, Mavrokordátos, quant à lui, s'installa à Langada un petit village à une quinzaine de kilomètres au sud de Péta,, avec les troupes péloponnésiennes. Le jour même de l'installation à Péta, la flottille grecque qui contrôlait le golfe Ambracique fut détruite par la flotte ottomane.
Malgré les ordres de rester sur la défensive, une partie des philhellènes et en particulier leur chef Dania était impatiente de passer à l'action. Le 7 juillet, malgré l'opposition de Normann, le bataillon philhellène accompagné des Ioniens quitta Péta pour attaquer les Ottomans et essayer de venir en aide à Botzaris. La petite troupe se dirigea vers le nord, suivant la vallée de l'Arachthos, et participa à quelques escarmouches avant d'être rappelée à Péta le 15 juillet devant les nouvelles d'une attaque imminente. Par chance pour les Grecs, les bandes irrégulières, qui avaient échoué dans leur tentative de dégager les Souliotes, rejoignirent le gros de la troupe le même jour.
Les troupes basées à Langada avec Mavrokordátos furent cependant affaiblies par le départ de Gennaios Kolokotronis, rappelé par son père à la suite des troubles ayant provoqué la dispersion de l'armée grecque qui assiégeait Patras.

### Positions des troupes
Les troupes furent donc mises en position dans l'urgence, car les informateurs grecs annonçaient que les Ottomans attaqueraient le lendemain.
Un conseil de guerre eut lieu le 15 juillet, entre les chefs des différents corps, réguliers et irréguliers, présidés par Normann en l'absence de Mavrokordátos. Tarella, le lieutenant-colonel Stietz et Botzaris voulaient ranger les troupes régulières sur la crête la plus élevée, derrière les irréguliers qui seraient disséminés dans le village et sur les crêtes avoisinantes. Cependant, Dania était réticent à abandonner l'honneur d'être en première ligne, et Normann pensait que déplacer les réguliers grecs en seconde ligne aurait un mauvais effet sur leur moral ; la disposition resta donc globalement la même que lors de l'arrivée à Péta 10 jours plus tôt.
Sur la plus haute crête, longue d'environ trois kilomètres, derrière des tamboúria (redoutes improvisées en terre) furent placées les bandes irrégulières, environ 1 200 hommes, sous les ordres de leur capitaine, en prenant soin de séparer les ennemis Bakólas au nord et Botzaris au sud avec, entre eux, les hommes de Varnakiotis et Vlachopoulos. Sur la crête à l'ouest, les cinq cents hommes de l'armée régulière prirent leurs positions : au centre les Grecs ; à droite, les deux canons et leurs desservants philhellènes et un bataillon d'irréguliers (les « Ioniens »), venus des îles Ioniennes et ayant servi dans les troupes régulières sur ces îles ; à gauche, dans la position considérée la plus exposée, les philhellènes,,.
Les troupes ottomanes, commandées par Mehmet Rechid Pacha, arrivaient quant à elles d'Arta. Elles étaient principalement composées de mercenaires albanais à pied. L'aile droite comprenait six cents ou huit cents cavaliers,. L'aile gauche était commandée par Ismaël Pliassa.

### Combat

Plan de la bataille à partir de la description proposée dans.

Les Ottomans, dont une grande partie d'Albanais habillés de blanc, tiraient en avançant. Cependant, contrairement à ce à quoi les avait habitués le klephtopolémos, leurs adversaires ne retournèrent pas le feu. Les troupes régulières grecques, celles le plus en avant, obéissaient en effet à l'organisation à l'occidentale. Elles attendirent donc que les troupes ottomanes soient à une centaine de pas pour tirer et être sûres de toucher leur cible ; l'aile gauche ottomane, qui avait attaqué le centre des irréguliers postés sur la crête supérieure, fut elle aussi repoussée. Durant les deux premières heures, les assauts ottomans se brisèrent ainsi sur les défenses des crêtes,,.
Cependant, une colonne d'Albanais tenta de contourner la droite des Grecs par l'ouest ; les soldats de Bakolas, postés en embuscade, en laissèrent passer une cinquantaine avant de décharger une volée meurtrière qui dispersa le gros de la troupe. Mais les quelques dizaines d'Albanais de l'avant-garde, voyant leur retraite coupée, tentèrent de fuir en escaladant un pic, à l'ouest de la crête, où Bakolas n'avait posté que quelques paysans alors qu'il avait prétendu l'avoir fait garder par son fils et une centaine de soldats d'élite. Une fois arrivés sur la crête, les Albanais déployèrent leurs étendards, ce qui provoqua un mouvement de panique dans le camp grec : les troupes de Bakólas commencèrent à se replier, entraînant avec elles celles du centre des irréguliers puis les Souliotes de Botzaris. Les bandes irrégulières se réfugièrent dans les montagnes à l'est du champ de bataille,,.
Les troupes ottomanes étaient maîtresses de la crête supérieure, derrière l'armée régulière sur laquelle elles fondirent, en coordination avec celles restées dans la plaine. Prise en tenaille, l'armée régulière ne tint pas longtemps. Les « Ioniens » cédèrent les premiers et le soutien de l'artillerie fut perdu. Le centre grec fut écrasé. Les philhellènes tentèrent d'abord de résister en se formant en carré. Ils finirent par être obligés de se replier vers une petite éminence au sud, au pied de laquelle ils furent taillés en pièces, leur retraite étant coupée par la cavalerie ottomane. Les vingt-cinq survivants ne durent leur salut qu'à un tir de barrage des troupes de Bakólas qui leur fournit une protection bienvenue,,,.
L'armée en fuite se replia vers Langada, mais dut effectuer un détour par les montagnes pour éviter Komboti, qui avait été occupé le jour même par les Ottomans,.

### Bilan
Le résultat de la bataille fut catastrophique pour l'embryon d'armée régulière : selon les historiens de l'armée grecque, un tiers du régiment régulier fut tué et la moitié des « Ioniens », ainsi que soixante-huit des quatre-vingt-treize philhellènes. Il y eut de nombreux prisonniers, pour la plupart ensuite exécutés. Le nombre de tués chez les irréguliers n'est pas donné, mais avoisinerait un tiers de pertes,. Selon Olivier Voutier qui laisse entendre dans ses Mémoires qu'il aurait participé en personne à la bataille, il y aurait eu 159 morts (dans sa troupe ou en tout ?) et surtout aucun prisonnier et aucun drapeau perdu. Vlachopoulos réussit à s'échapper en se faisant passer pour un Albanais, grâce à sa connaissance de la langue et à la similitude des costumes. Les Ottomans auraient eu un millier de tués,.
Les philhellènes furent littéralement massacrés. Pratiquement tous les officiers occidentaux de l'armée régulière grecque furent tués, hormis Gubernatis. Les nationalités représentées parmi les morts étaient les suivantes : trente-quatre « Allemands », douze « Italiens », neuf « Polonais », sept Français (de souche ou naturalisés), trois Suisses, un Néerlandais et un « Hongrois »,.

### Rôle de Bakolas
L'attitude de Bakólas et son rôle dans la défaite sont controversés. Gordon indique que les philhellènes survivants étaient tous persuadés qu'il avait trahi les Grecs et volontairement provoqué le désastre (bien qu'ils n'aient pas pu observer ce qui se passait sur leur droite), tandis que les capitaines grecs et Mavrokordátos attribuaient au contraire l'issue de la bataille à un concours de circonstances ; il conclut qu'il s'était agi, « soit d'un de ces hasards qui ont tant d'influence sur le sort des batailles, soit de la trahison la plus noire »,.
Selon ceux qui le considéraient comme un traître responsable de la défaite, il aurait sciemment laissé sans surveillance un point sensible, connu d'avance des Ottomans. Les preuves seraient ses bonnes relations avec les Turcs, avant la bataille et après celle-ci puisqu'il passa de leur côté trois jours plus tard et qu'il y resta un an,.
Selon une conception plus favorable, il n'aurait pas été un traître au moment de la bataille et n'aurait fait qu'une erreur tactique, aux énormes répercussions. Il ne serait réellement passé du côté ottoman qu'en raison de la façon dont il aurait été traité après la bataille par Mavrokordátos, et parce qu'il jugeait alors la partie perdue pour le camp grec. Pour Denis Kohler, la défaite serait donc en réalité due à l'absence totale de coordination entre les irréguliers et les philhellènes, et à l'incapacité de Mavrokordátos en tant que général. Le tir de barrage en soutien aux philhellènes en fuite, et surtout le fait qu'il se soit présenté dans le camp grec après la bataille, font partie des arguments en faveur de Bakólas. Par ailleurs, présenter Bakólas comme un traître responsable de la défaite permettait au général en chef de diminuer l'ampleur du désastre,,.

## Conséquences

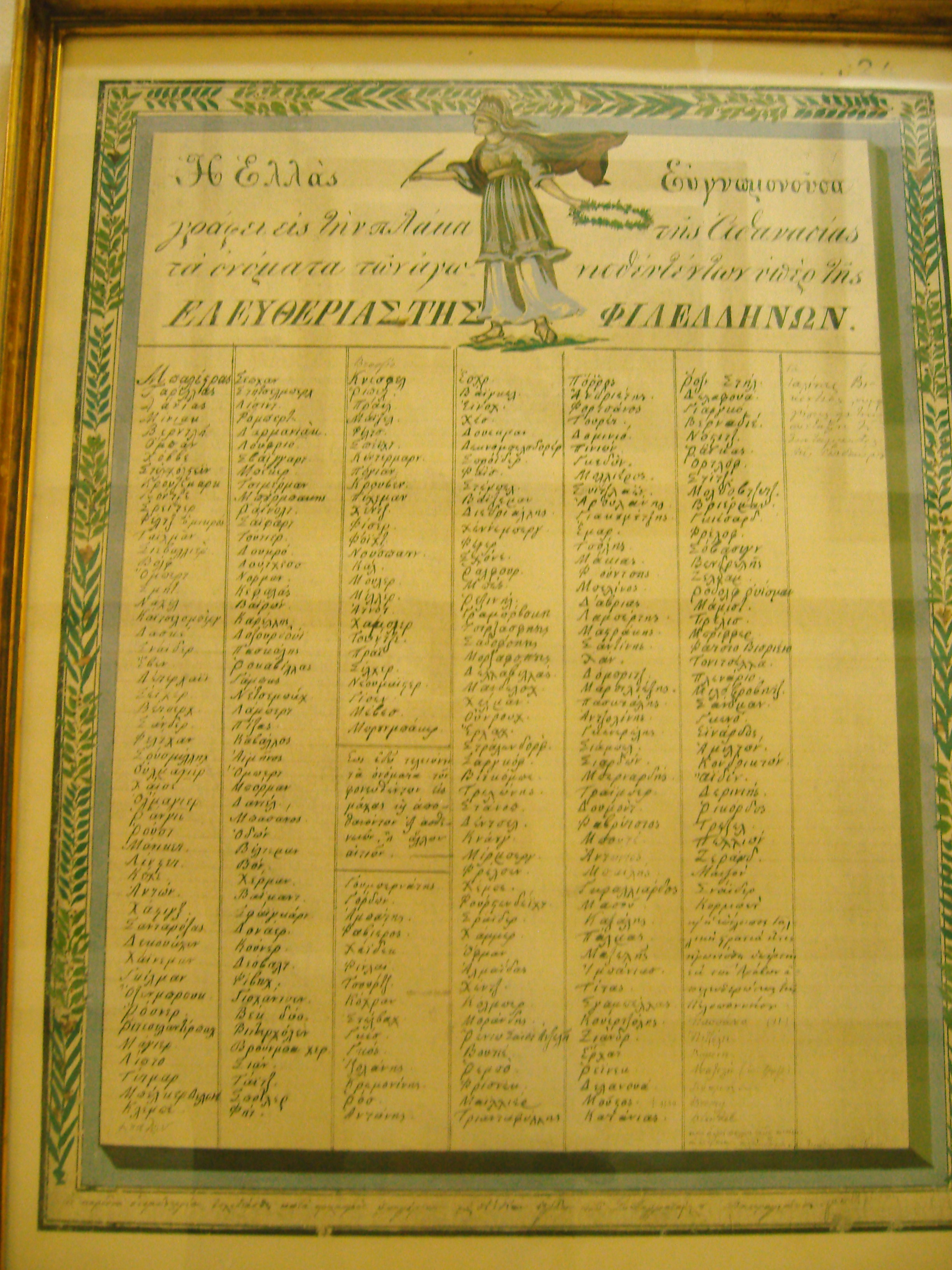
Liste honorifique des philhellènes ayant participé à la guerre. Les trois premiers noms sont ceux de Baleste, Tarellas et Dania.

La bataille de Péta fut la première tentative d'utilisation de troupes régulières grecques. Leur défaite dans une bataille rangée tandis que les troupes irrégulières de pallikares accumulaient les victoires dans le Péloponnèse dans le cadre du klephtopolémos de type guérilla ne joua pas en leur faveur. Le bataillon philhellène fut officiellement dissout à Missolonghi fin juillet. Les valides repartirent dans leurs pays d'origine. Les blessés restèrent dans la ville portuaire et périrent presque tous, comme Normann, au cours de l'hiver suivant. Le prestige de Mavrokordátos fut aussi atteint : il lui était notamment reproché d'avoir installé son poste de commandement trop loin du théâtre des opérations pour agir efficacement. Une partie des armatoles de Roumélie occidentale se soumit provisoirement et passa au moins nominalement dans le camp ottoman,.
L'expédition maritime commandée par Kyriakoulis Mavromichalis, qui devait secourir directement les Souliotes, fut elle aussi un échec. Les 500 hommes (250 Maniotes et 250 Arcadiens « prêtés » par K. Deliyannis) avaient débarqué en juin à Splanga (aujourd'hui Ammoudia, dans la commune de Fanari), mais avaient été bloqués sur la côte par les forces ottomanes. Le jour même de la bataille de Péta, Mavromichalis fut tué lors d'une escarmouche, et ses troupes évacuèrent alors la région ; lors de ce même combat périt aussi son ancien adversaire de la bataille de Valtetsi, le Kehaya bey Mustafa.
Les Souliotes furent soumis par la faim et se rendirent en septembre 1822. Ils durent à nouveau quitter leurs montagnes pour les îles Ioniennes avant de revenir en Grèce centrale pour participer aux combats du siège de Missolonghi. Cette ville était en effet le dernier verrou qui empêchait un passage des troupes d'Épire dans le Péloponnèse. Les passes montagneuses n'étant plus défendues et la situation en Épire étant stabilisée, Omer Vryonis put conduire son armée vers le sud, traversant l'Étolie-Acarnanie, évacuée par les Grecs, en direction de Missolonghi qu'il assiégea à partir de la fin octobre,,.
Le régiment régulier ne fut pas dissout : réduit à 200 soldats, il fut placé sous le commandement du second de Tarella, Gubernatis, qui avait réussi à s'évader du camp ottoman ; la petite troupe rejoignit à la fin de l'été les troupes d'Ypsilantis et Nikétaras qui occupaient l'isthme de Corinthe après la défaite de Dramali Pacha.

## Commémoration
La municipalité de Péta organise chaque année en juillet un festival appelé Philhellinia en l'honneur des philhellènes.